# Piar (Monagas)
Pour les articles homonymes, voir Piar.
Piar est l'une des treize municipalités de l'État de Monagas au Venezuela. Son chef-lieu est Aragua de Maturín. En 2011, la population s'élève à 46 610 habitants.

## Géographie

### Subdivisions
La municipalité possède six paroisses civiles et une parroquia capital, traduite ici par « capitale » (en italiques et suivie d'une astérisque) avec, chacune à sa tête, une capitale (entre parenthèses) :
- Aparicio (Aparicio) ;
- Capitale Piar * (Aragua de Maturín) ;
- Chaguaramal (Chaguaramal) ;
- El Pinto (El Pinto) ;
- Guanaguana (Guanaguana) ;
- La Toscana (La Toscana) ;
- Taguaya (Taguaya).